# Merostachys abadiana
Merostachys abadiana är en gräsart som beskrevs av Tatiana Sendulsky. Merostachys abadiana ingår i släktet Merostachys och familjen gräs. Inga underarter finns listade i Catalogue of Life.